# Torre dei Conoscenti
La Torre dei Conoscenti è una delle circa 20 torri gentilizie ancora esistenti nel centro storico della città di Bologna.

## Struttura
La torre sorge all'interno del Palazzo Ghisilardi Fava, situato nella centralissima via Manzoni.
Le sue dimensioni (circa 20 metri di altezza), così come lo spessore dei muri, ricalcano quasi esattamente quelle della Torre Catalani, da cui si deduce che anche in questo caso si tratti in realtà di una casa-torre, che quindi fu effettivamente adibita ad abitazione. La sua costruzione risale probabilmente alla prima metà del XIII secolo.
La particolarità della Conoscenti è quella di non essere sorta, come le altre torri e case-torri bolognesi, su proprie fondazioni e con una precisa intenzione di sviluppo verticale, bensì di essere stata impostata su di un edificio preesistente, addossato alla prima cerchia di mura a difesa della città, costituita da blocchi di selenite. Durante i restauri compiuti negli anni venti del XX secolo, infatti, furono riportate alla luce, in corrispondenza del piano terreno della casa-torre, due aperture ad arco di circa due metri di ampiezza, che rappresentavano probabilmente un'antica posterla, una porta secondaria della cerchia di selenite, risalente ai primi decenni del XII secolo. Una volta che fu costruita la seconda cerchia di mura, più ampia, tale struttura perse la sua originale funzione e importanza, e fu quindi utilizzata come base per una delle tante torri che stavano sorgendo in città.

## Storia
La storia della famiglia Conoscenti è principalmente legata ad un singolo individuo, Alberto Conoscenti, che fu prima capitano di milizie e poi tesoriere del Comune di Bologna. Accumulò grandi ricchezze (delle quali donò una larga fetta per l'innalzamento di nuove mura a protezione della città) e fece costruire all'inizio del XIV secolo la sua residenza sul terreno tra le attuali vie Manzoni e Porta di Castello, dove esisteva da lungo tempo la posterla su cui fu innalzata la torre (e probabilmente già la torre stessa).
Rimasto senza eredi, Alberto lasciò i suoi possedimenti al Comune, che nel 1390 fece dono del palazzo ad Astorre Manfredi, signore di Faenza e alleato dei bolognesi. In seguito al tradimento del Manfredi nel 1399, però, la proprietà ritornò al Comune, che nel 1400 la concesse infine in enfiteusi perpetua alla famiglia Ghisilardi.
Nel 1505 un terremoto scosse la torre, e fece cadere dei calcinacci sul letto di Bartolomeo Ghisilardi, che aveva scelto la torre per ospitare la sua camera. Non fu un vero e proprio crollo, ma bastò a far morire il proprietario dopo alcuni giorni per lo spavento ricevuto.
Nei secoli successivi della torre, completamente inglobata fino alla sommità da costruzioni adiacenti, si perse memoria. Fu "ritrovata" solo nel 1975, quando in seguito ad un restauro del palazzo furono abbattuti i due piani più alti dell'ala ovest del complesso, andando così a liberare la torre.
Oggi la si può ammirare nella corte interna di Palazzo Ghisilardi Fava, che ospita il Museo Civico Medievale di Bologna.